# تپه مهدی‌آباد - کد (۱۴ - k)
تپه مهدی‌آباد - کد (۱۴ - k) مربوط به دوران‌های تاریخی پس از اسلام است و در شهرستان کنگاور، جنوب غربی تپه گودین واقع شده و این اثر در تاریخ ۲۴ فروردین ۱۳۸۲ با شمارهٔ ثبت ۸۱۰۳ به‌عنوان یکی از آثار ملی ایران به ثبت رسیده است.